# 루이지 달라피콜라

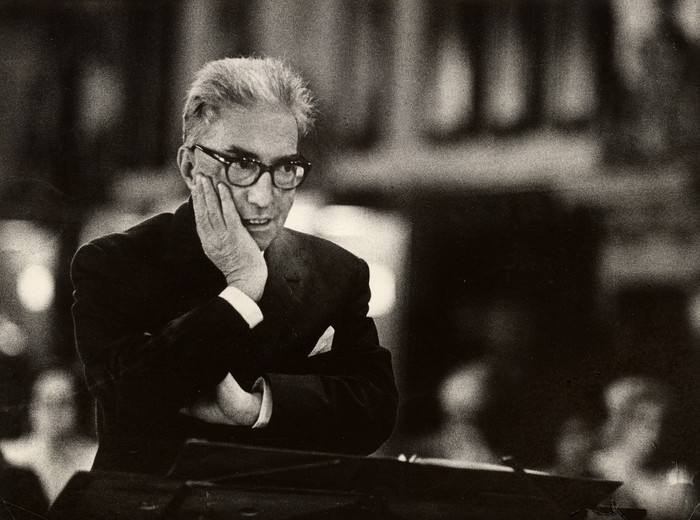

루이지 달라피콜라(이탈리아어: Luigi Dallapiccola, 1904년 2월 3일 ~ 1975년 2월 19일)는 이탈리아의 작곡가이다.
피렌체의 음악원에서 작곡과 피아노를 배웠으며 졸업 후에는 피아니스트와 작곡가로 활동하였다. 1924년 20세 때 쇤베르크가 지휘한 <달의 피에로>를 듣고 충격을 받아 드디어 12음기법에 의한 작품을 쓰게 되었다. 1939년 35세 때 완성한 오페라 <야간비행>은 12음기법으로 된 그의 대표작 가운데 하나이다. 제2차 세계 대전 중에 전곡이 완성된 합창곡 <포로의 노래>는 권력에 대한 혐오와 반항을 노래한 이색적인 합창곡이나 전시라는 특수한 환경 속에서 권력에 대한 혐오는 점차로 고조되어 드디어 그 기분이 오페라 <포로>의 붓을 들게 하였다. 이 오페라는 종전 후의 1948년에 완성을 보았다. 전쟁 후 달라피콜라의 명성은 세계적인 것이 되었고 12음음악의 위대한 권위자로 높이 평가되고 있다.
- 야간 비행

1930년경 야간비행을 처음 시작한 부에노스아이레스의 항공회사 사무실을 무대로 위험이 따른 야간비행에 대결하는 사람들의 심리적 갈등을 묘사한 심리 오페라이다.